# Чиж цитриновий
Чиж цитриновий, або щиглик цитриновий (Carduelis citrinella) — невелика співоча пташка, яка належить до роду щиглик, підродини щигличних, яку відносять до родини в'юркових. Тривалий час чижа цитринового зараховували до групи serinus, але нещодавно перемістили до carduelis.
Птах замешкує гори південно-західної частини Європи — від Іспанії до Альп. Найпівнічніша територія його розмноження знаходиться у Шварцвальді, що в південно-західній Німеччині. 

## Таксономія
Чиж цитриновий був вперше офіційно описаний німецьким зоологом Петером-Симоном Палласом у 1764 році під біноміальною назвою «Fringilla citrinella».  Нинішня назва пташки складається зі слів Carduelis (загальне латинське слово для роду щигликів) та епітету Citrinella (італійське слово для позначення маленьких жовтих пташок). Citrinella є зменшувальною формою латинського слова «citrinus» (цитриновий). Чиж цитриновий та чиж корсиканський (Carduelis corsicana) свого часу належали до однієї великої групи Serinus, але зараз їх зараховують до окремої видової групи. Молекулярно-генетичні дослідження показали, що чиж цитриновий є близький до щиглика звичайного (Carduelis carduelis).

## Опис та систематика
Чиж цитриновий має загальну довжину 12 сантиметрів та важить приблизно 12,5 г . Вгорі він має сіруватий колір з коричневим відтінком та чорними смугами на спині. Нижня частина чижа цитринового має переважно жовтий колір. Обличчя пташки яскраво виділяється іншим кольором, як і в інших представників видової групи. 
Статі між собою схожі, хоча молоді самиці можуть бути тьмяніші в нижній частині, а молоді птахи, на відміну від європейських видів Serinus, коричневі та не мають жовтого або зеленого кольору в оперенні. 
Спів пташки характеризується чітким щебетанням, що нагадує щиглика звичайного (C. carduelis) та щедрика (Serinus serinus).  

## Екологія

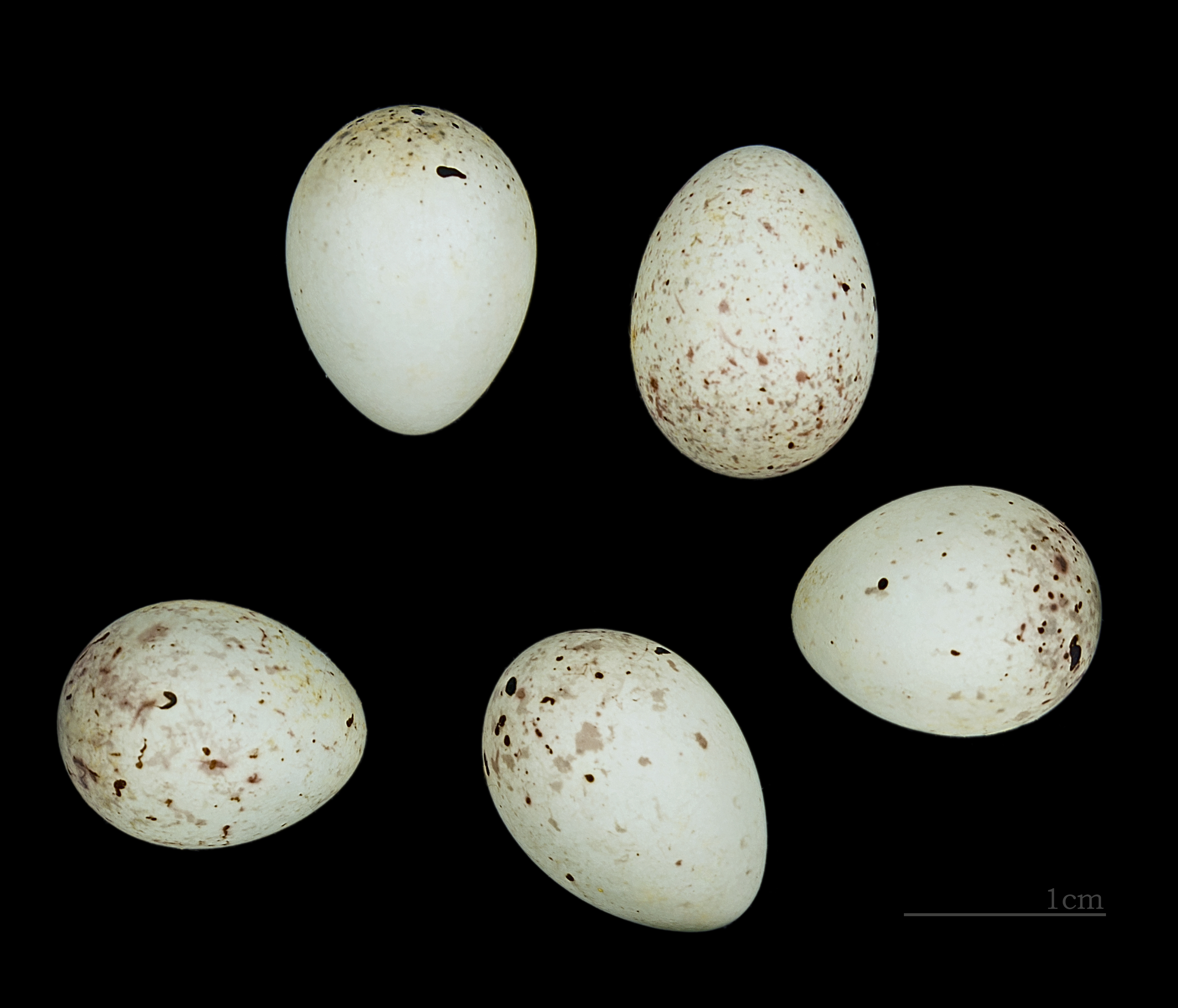
Яйця чижа цитринового у Тулузькому музеї

Чиж цитриновий (Carduelis citrinella) відрізняється від чижа корсиканського (C. corsicana) вибором свого місця проживання. У той час як континентальний цитриновий чиж обмежується тільки субальпійськими хвойними лісами та альпійськими луками, острівний корсиканський чиж замешкує як береги моря, так і найвищі гірські схили. Чиж цитриновий гніздиться в основному на хвойних деревах, такі як сосни (Pinus) та ялини (Picea), тоді як корсиканський чиж використовує також кущі, такі як еріка деревоподібна (Erica arborea) та ялівець (Juniperus).
Діапазон поширення чижа цитринового більший, ніж його східного родича. Міжнародний союз охорони природи відносить пташку до видів, які перебувають в найменшій загрозі.